# Rockvattensjön
Rockvattensjön är en sjö i Dorotea kommun i Lappland och ingår i Ångermanälvens huvudavrinningsområde. Sjön har en area på 0,168 kvadratkilometer och ligger 276,9 meter över havet. Sjön avvattnas av vattendraget Rockån.

## Delavrinningsområde
Rockvattensjön ingår i det delavrinningsområde (712473-152449) som SMHI kallar för Inloppet i Rockå-Småsjöarna. Medelhöjden är 337 meter över havet och ytan är 28,39 kvadratkilometer. Det finns inga avrinningsområden uppströms utan avrinningsområdet är högsta punkten. Rockån som avvattnar avrinningsområdet har biflödesordning 4, vilket innebär att vattnet flödar genom totalt 4 vattendrag innan det når havet efter 211 kilometer. Avrinningsområdet består mestadels av skog (79 procent). Avrinningsområdet har 0,52 kvadratkilometer vattenytor vilket ger det en sjöprocent på 1,8 procent.